# Ajalvir
Ajalvir és un municipi de la Comunitat de Madrid. Limita al nord amb Cobeña i Daganzo de Arriba, a l'est amb Paracuellos de Jarama i al sud amb Torrejón de Ardoz i Alcalá de Henares. El nom del municipi prové de l'àrab al-jalaoui, que vol dir aïllat.

## Població
| Any  | Habitants |
| ---- | --------- |
| 1990 | 1.181     |
| 1991 | 1.309     |
| 1992 | 1.327     |
| 1993 | 1.441     |
| 1994 | 1.538     |
| 1995 | 1.630     |
| 1996 | 1.622     |
| 1997 | 1.622     |
| 1998 | 1.817     |
| 1999 | 1.936     |
| 2000 | 2.205     |
| 2001 | 2.386     |
| 2002 | 2.526     |

| Any  | Habitants |
| ---- | --------- |
| 2003 | 2.755     |
| 2004 | 2.925     |
| 2005 | 3.062     |
| 2006 | ?         |
| 2007 | 3.448     |

Font: Institut d'Estadística de la Comunitat de Madrid